# Dorothy Reed
Dorothy Mabel Reed Mendenhall, född 1874, död 1964, var en amerikansk patolog.
Reed studerade först vid Smith College i Northampton i Massachusetts och under studietiden där skrev hon brev till William Henry Welch och hörde sig för om kvinnor tilläts studera vid Johns Hopkins Medical School. Hon antogs och utexaminerades därifrån 1900.
Reed var den förste att klart separera tuberkulos från Hodgkins sjukdom. Hon har också tillsammans med Carl Sternberg givit namn åt Sternberg–Reed-cell (ibland enbart kallad Dorothy Reeds cell), som är karakteristisk för Hodgkins sjukdom. Förutom att hon var verksam inom patologin ägnade hon sig även åt pediatrik.